# مايك غرين (لاعب كرة قدم)
مايك غرين (بالإنجليزية: Mike Green)‏ (12 مايو 1989 بساوثهامبتون في المملكة المتحدة - ) هو لاعب كرة قدم بريطاني في مركز الظهير. لعب مع بورت فايل وEastleigh F.C. ‏ وA.F.C. Totton ‏.

## وصلات خارجية
- مايك غرين على موقع قاعدة بيانات كرة القدم.إي يو (الإنجليزية)
- مايك غرين على موقع Soccerbase.com (لاعب) (الإنجليزية)
- مايك غرين على موقع Soccerway.com (الإنجليزية)